# Shabeellaha Hoose
Shabeellaha Hoose (arab. ‏شبيلي السفلى‎) – region administracyjny w Somalii, w południowej części kraju, którego stolicą jest miasto Marka. W 2021 roku liczył ok. 1,3 mln mieszkańców.

## Położenie
Shabeellaha Hoose graniczy z:
- Bay od zachodu
- Dżubą Środkową od południowego zachodu
- Hiiraan i Bakool od północy
- Shabeellaha Dhexe od północnego wschodu
- Banaadir od wschodu.

Region leży nad Oceanem Indyjskim, którego wody opływają go od południowego wschodu. Przepływa przez niego rzeka Uebi Szebelie.

## Dystrykty
Region podzielony jest na osiem dystryktów:
- Afgooye
- Baraawe
- Adan Yabaal
- Kurtunwaarey
- Marka
- Qoryooley
- Sablaale
- Wanlaweyn